# Tanin

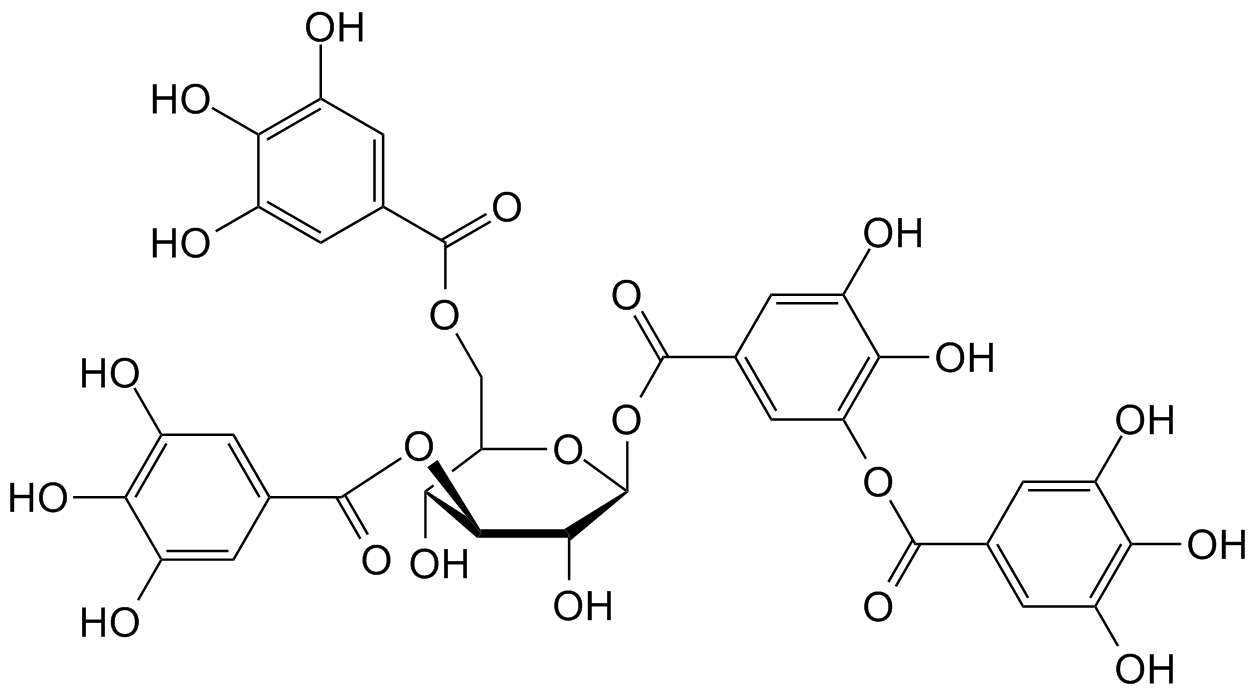
Acidul tanic, un tip de tanin

Taninurile sunt compuși vegetali cu o structură chimică complexă, polifenolică (care cuprinde multe grupări hidroxil fenolice, dar și grupări carboxilice), cu gust astringent, capabile să precipite proteinele din pielea crudă, proteine cu care formează precipitate insolubile, imputrescibile, impermeabile (pielea tăbăcită). Taninurile fac parte alături de alcaloizi din categoria metaboliților secundari care se acumulează în plante și în organele acestora.

## Clasificare

GLUCOGALINA Esterul glucozei cu acidul galic
HAMAMELITANIN Diesterul hamamelozei cu acidul galic
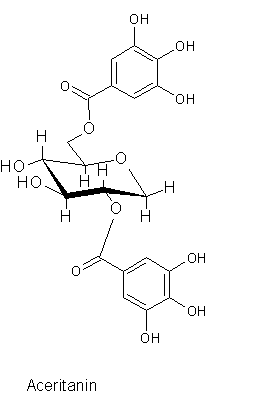
ACERITANIN 2-6 Di-O galoil-1,5anhidro D-glucitol, se întîlneşte în arţar

Acid elagic se formează prin lactonizarea acidului HHDP

După capacitatea de hidroliză taninurile se împart în:
- Taninuri catehice (condensate sau nehidrolizabile) care au la bază nucleul de 2 fenil benzopiran (3 flavanol)
  - Flavan 3-ol are la bază nucleul benzo γpironic care se întîlneşte în numeroase produse vegetale.
- - 

Flavan 3-ol are la bază nucleul benzo γpironic care se întîlneşte în numeroase produse vegetale.

Catehine(taninurile catehice simple), care au număr variabil de grupări hidroxil: catehina, epicatehina, galat de catehină (format din condensarea acidului galic cu catechina)
    - Catehina în moleculă, radicalul aril din poziţia 2 şi grupa hidroxil din poziţia 3 au configuraţia trans
    - Epicatehina. Radicalul aril din poziţia 2 şi hidroxilul de la atomul 3 au configuraţie cis
    - Acidul galic, se formează pe calea acidului shikimic.
    - Galat de catehină, format prin condensarea acidului galic cu catechina

Catehina în moleculă, radicalul aril din poziţia 2 şi grupa hidroxil din poziţia 3 au configuraţia trans
Epicatehina. Radicalul aril din poziţia 2 şi hidroxilul de la atomul 3 au configuraţie cis
Acidul galic, se formează pe calea acidului shikimic.
Galat de catehină, format prin condensarea acidului galic cu catechina

  - Taninuri catehice propriu-zise, care au proprietăți tanante maxime, se formează de regulă prin condensarea a 3-10 molecule de catechine
  - Flobafene așa numiții compuși balast, fără importanță terapeutică, se formează în urma policondensării catechinelor cu moleculă mare.
- Taninuri galice (hidrolizabile sau pirogalice),esteri ai acidului galic sau a acidului hexahidroxidifenic (HHDP) care prin hidroliză acidă sau enzimatică pun în libertate acizi fenolcarboxilici și oze.

HHDP, acid hexahidroxidifenicIntră în compoziţia taninurilor elagice, avînd capacitatea de a trece uşor în lactona sa acidul elagic
Acidul elagic Reacţia de lactonizare are loc spontan, rezultatul fiind acidul elagic, componentă a elagitaninurilor.

  - HHDP, acid hexahidroxidifenicIntră în compoziţia taninurilor elagice, avînd capacitatea de a trece uşor în lactona sa acidul elagic
  -  Acidul elagic Reacţia de lactonizare are loc spontan, rezultatul fiind acidul elagic, componentă a elagitaninurilor.

### Proprietăți tanante

Prin tăbacire se formează combinaţii insolubile şi imputrescibile